# Oberwiesenthal
Oberwiesenthal település Németországban, azon belül Szászország tartományban. Lakosainak száma 2051 fő (2023. december 31.). Oberwiesenthal Jáchymov, Boží Dar, Vejprty, Loučná pod Klínovcem, Bärenstein, Crottendorf, Breitenbrunn/Erzgeb. és Raschau-Markersbach községekkel határos.

## Népesség
A település népességének változása:
| Lakosok száma | 2208 | 2108 | 2075 | 2043 | 2045 | 2051 |
|               | 2014 | 2017 | 2019 | 2021 | 2022 | 2023 |